# Вайнапутіна
Вайнапуті́на, або Уайнапуті́на (ісп. Huaynaputina, від кеч. Wayna — молодий, Putina — вулкан) — вулкан на півдні Перу. Входить до групи вулканів центральної вулканічної зони Андійського вулканічного поясу. Відомий катастрофічним виверженням 19 лютого 1600 року, яке було найсильнішим виверженням в Південній Америці упродовж голоцену.

## Географія
Вайнапутіна розміщений у важкодоступній місцевості в провінції Мокегуа на півдні Перу, за 80 миль на південний схід від міста Арекіпа. Найближчий населений пункт — гірське селище Маталаке.
Висота — 4850 метрів. Попри це, вулкан не має чіткого гірського профілю (вважається що вершина гори була зруйнована при виверженні), натомість має великий (2,5 км в ширину) підковоподібний вулканічний кратер. В кальдері вулкана — три 100-метрових конуси, що утворилися після виверження 1600 року. Ще один маар розташований поруч з кратером.

## Виверження 1600 року
Виверження вулкана почалося 19 лютого 1600 року і тривало до 6 (за іншими даними 15) березня. Це було найсильніше вулканічне виверження за всю історію Південної Америки і одне з найпотужніших у світовій історії. В атмосферу було викинуто 30 кубічних кілометрів вулканічного попелу. Шлейф з газу, попелу і каменів пройшов на 13 км на схід і південний схід, потік зруйнував ряд селищ і досяг узбережжя Тихого океану, що у 120 км від вулкана. Вулканічний попіл спостерігали в радіусі 250–500 км — на півдні Перу, півночі сучасного Чилі та заході сучасної Болівії. Місцеве сільське господарство змогло відновитись лише через 150 років після виверження.
Вважається, що це виверження могло бути причиною великих кліматичних змін — другого етапу так званого «Малого льодовикового періоду». Російські вчені вважають, що Великий голод у Московському Царстві 1601–1603 років, і, як наслідок, «Смутні часи», і відповідно, повалення Бориса Годунова стали результатом виверження Уайнапутіна.

## Популярність
Вулкан, транскрипції назви якого різняться від Вайнапутіна до Уайнапутіна чи Хуаунапутіна (в рунеті найпопулярніший нецензурний варіант Хуйнапутіна), набув широкої популярності, особливо навесні 2014 року у зв'язку з російською агресією в Україну і роллю в ній Володимира Путіна. Ще більшої містичності цій горі надає той факт, що очікується друге в історії виверження вулкана.